# 麥爾坎·葛拉威爾
麥爾坎·提摩西·葛拉威爾（英語：Malcolm Timothy Gladwell，1963年9月3日—），是一名加拿大記者兼科學作家，目前是《紐約客》雜誌撰稿人及暢銷作家。他自1996年起為紐約客雜誌執筆，2011年，葛拉威爾被授予加拿大最高榮譽的《加拿大勳章》（Order of Canada）。他的書籍作品屢屢創下銷售與討論熱潮，更長期盤踞《紐約時報》、亞馬遜書店暢銷榜，著作包括2000年出版的《引爆流行》、2005年《眨眼之间》、2008年《異數》、2009年的《大開眼界》、2013年的《以小勝大》、2019年《解密陌生人》，2021年出版與以往風格不同的最新作品《失控的轟炸》。

## 早年
葛拉威爾的父親是加拿大滑鐵盧大學的土木工程榮譽教授，母親則是牙買加出生的心理治療師，而葛拉威爾則是在英國漢普郡出生。六歲的時候他們舉家搬遷至加拿大。根據哈佛大學研究結果顯示，葛拉威爾的血緣包含印地安、伊博族、愛爾蘭、英格蘭以及蘇格蘭血統。

## 生涯
葛拉威爾自1984年从多倫多大學三一學院歷史系畢業后，先后供职于《美国观众》和《新闻透视》杂志。他从1987年起至1996年为《华盛顿邮报》撰稿，内容主要为商业和科学领域。在谈及《異數》一书中广为人知的一万小时定律时，葛拉威爾曾援引自己为例说：“一开始我（对新闻业）什么都不懂，可后来我成了专业人士。这花了我十年——不多不少这么长时间。”

## 著作理念
葛拉威爾在《引爆趨勢》中探討看似微小的社會事件，所可能造成的巨大影響。第二本著作《決斷2秒間》，他解釋人類潛意識如何解讀事件或細微的線索，以及過往經驗如何使人們能在極短時間內做出決策。在《異數》一書中，葛拉威爾帶領讀者檢視一個人所生長的環境，以及與周遭他人的互動，如何影響其成功的機會。葛拉威爾說：「《引爆趨勢》是希望告訴讀者真正的改變是有可能的，而《決斷2秒間》一書我則是想請大家正視直覺的巨大力量。我對《異數》的期待是這本書能讓我們知道後天的影響有多大，人群中的異數並非天生就是個例外，而是許多不同人以及不同環境所造就的。」在2019年作品《解密陌生人》中，葛拉威爾以法律案件，佐以心理學、社會學與歷史故事，嘗試解析常人的識人慣性，從中找出能夠精準解讀人心的模式。2021年最新著作《失控的轟炸》探討鮮為人知的二戰歷史，《紐約時報》編輯選書讚譽：「本書唯一的缺點，就是它的篇幅不是兩倍長。」

## 獲獎
- 2005年，時代雜誌將其票選為最有影響力的100人中的一位[11]

## 著作
- 引爆流行，2000年
- 眨眼之间，2005年
- 異數，2008年
- 大開眼界，2009年
- 以小勝大（英语：David and Goliath (book)），2013年
- 解密陌生人（英语：Talking to Strangers），2019年
- 失控的轟炸（英语：The Bomber Mafia），2021年
- 暗黑引爆點：小事件如何燎原成大災難？（英语：Revenge of the Tipping Point: Overstories, Superspreaders, and the Rise of Social Engineering），2024年